# مجلس (غرفة اجتماع)

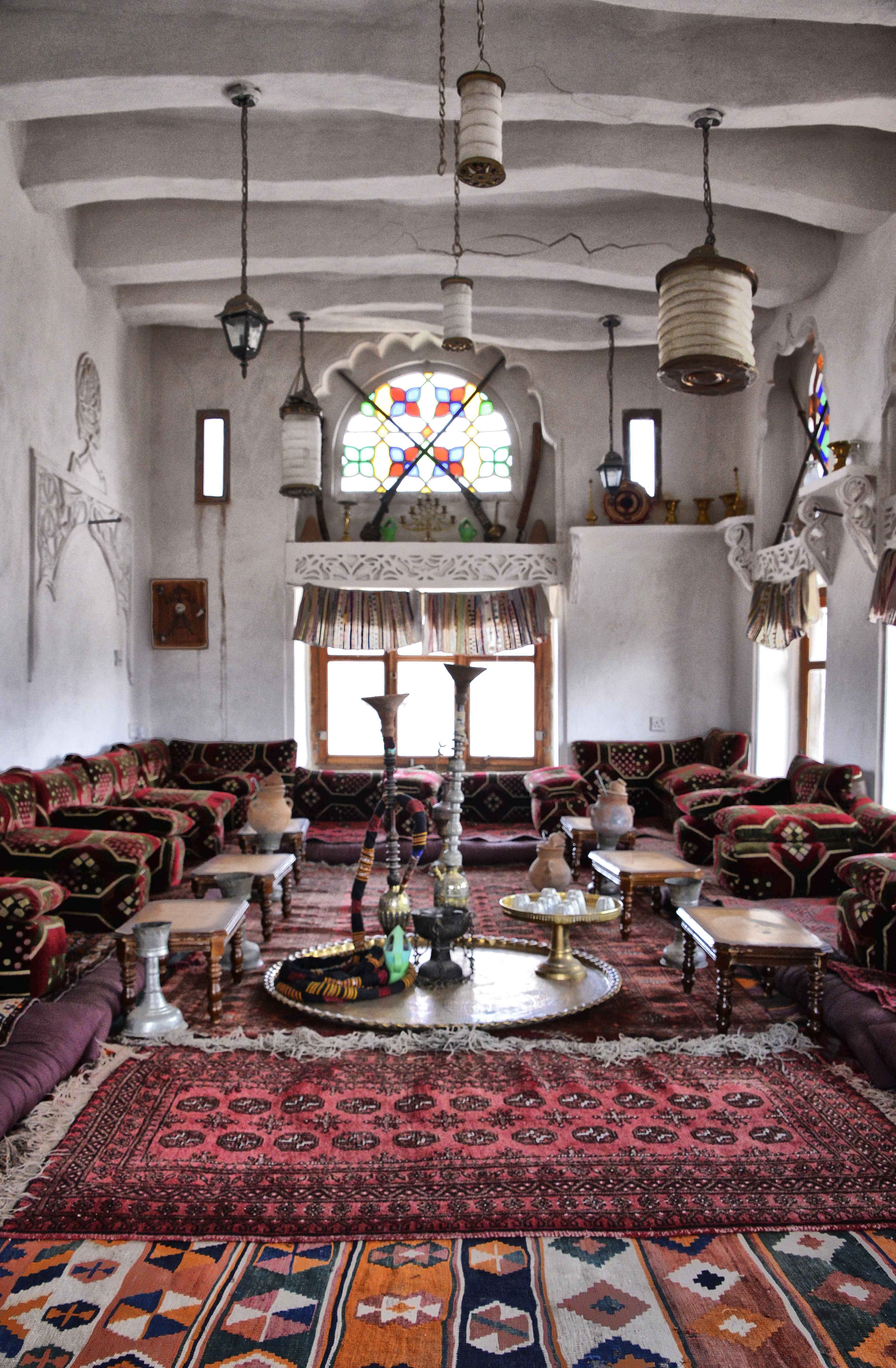
مجلس في دار يمني

المجلس أو الديوانية أو المضافة أو الديوان هو غرفة استقبال الضيوف في البيوت العربية التقليدية، ويعد مكان اجتماع العائلة والضيوف، والتواصل بين أبناء المجتمع بشكل عام، وهو مخصص لمناقشة الأمور العائلية والقضايا المحلية، وتبادل الأخبار، سواء كانت أخباراً تخص الشأن العام أم الأخبار المتعلقة بحضور المجلس وذويهم، كما يستخدم المجلس لأداء الواجبات الاجتماعية مثل استقبال الضيوف، وتقديم واجب العزاء، وإقامة حفلات الزفاف.
للمجلس الكثير من الأبعاد الثقافية والاجتماعية، حيث يعد جزءاً من الثقافة المجتمعية الأصيلة، ويمثل إرثاً مهماً يعكس قيم التواصل الثقافي بين أبناء المجتمع، ففيه يتم استقبال الضيوف وإكرامهم، وفيه تناقش القضايا الاجتماعية، وتحل النزاعات، وتقام المناسبات، وفيه أيضاً تقام جلسات السمر لتعزيز التواصل بين الأقارب
والعائلات.
اشتهرت المدن الإسلامية بمجالس العلم وكانت تعقد فيها الندوات الثقافية والعلمية خصوصاً في بغداد ودمشق والقاهرة، حيث كانت مجالس العلم تزخر بها إلى فترة غير بعيدة.

## المجلس في الأماكن السكنية
يستخدم مصطلح المجلس أيضًا للإشارة إلى مكان خاص حيث يتم استقبال وترفيه الضيوف، وعادة ما يكونون من الذكور في كثير من الأحيان، وفي العديد من البيوت العربية، يُعد المجلس غرفة الاجتماعات أو الردهة الأمامية المستخدمة للترفيه عن الزوار.

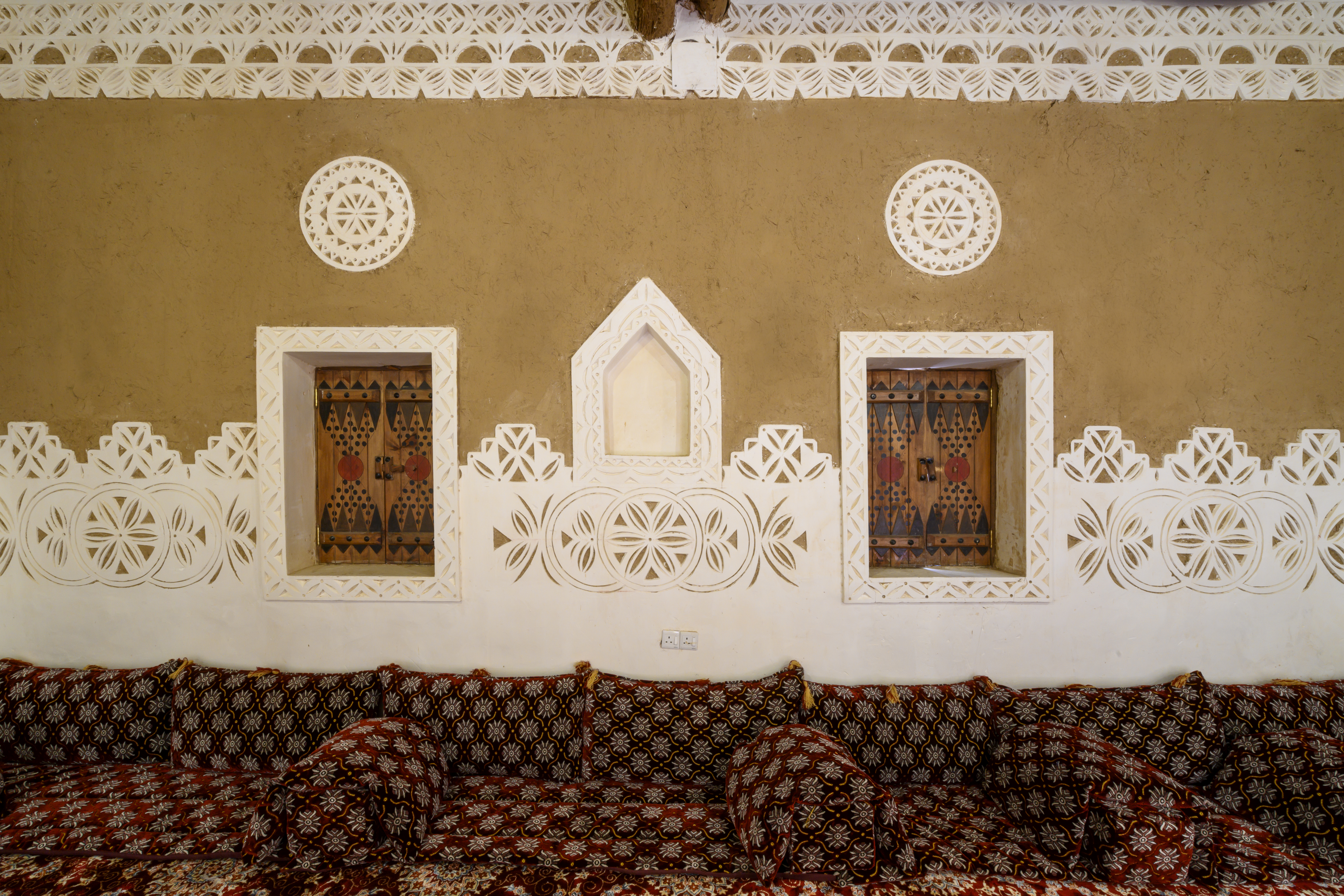
زخارف جدران المجالس التراثية في السعودية

## المجلس في المملكة العربية السعودية

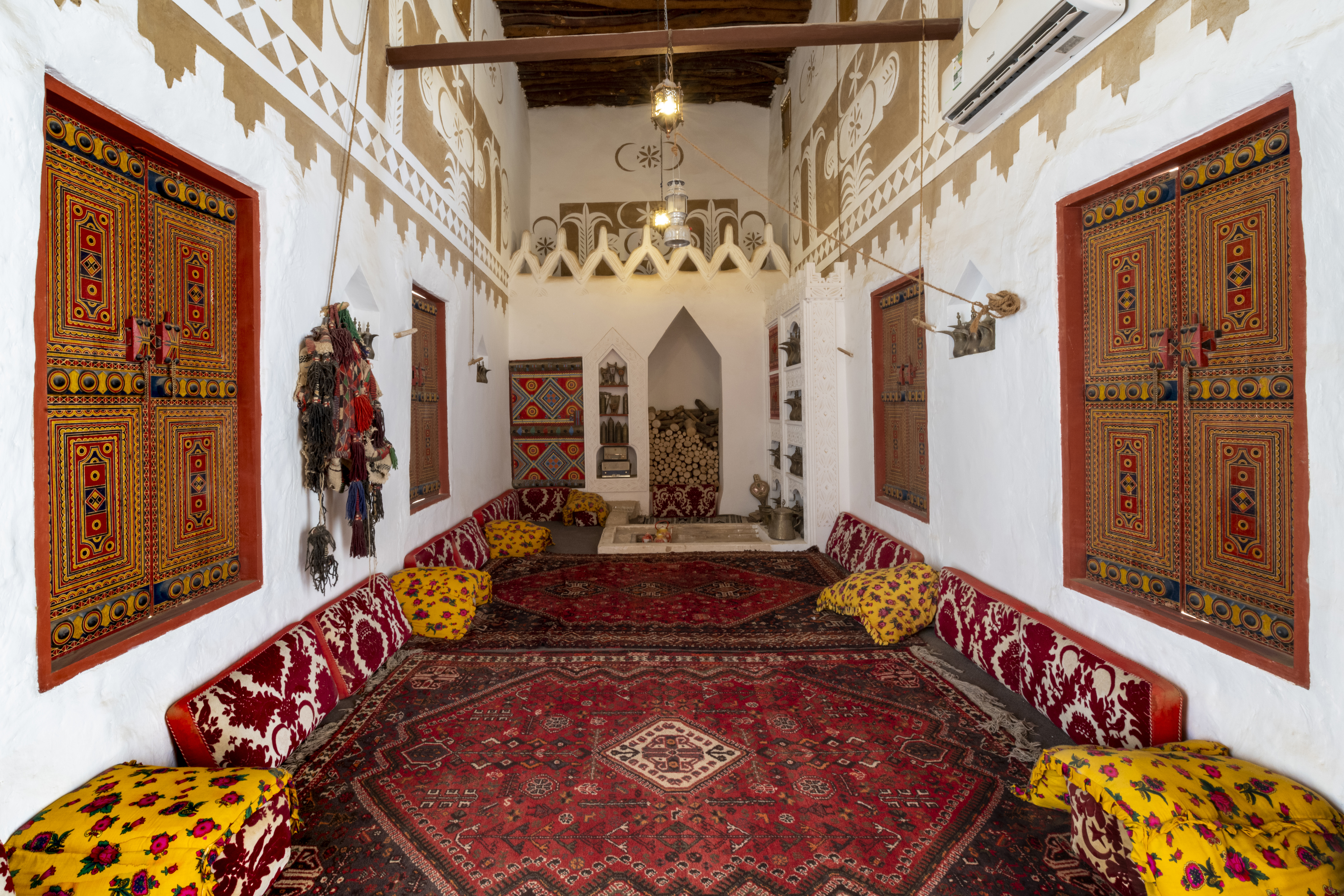
قصر البسّام التراثي في عنيزة بالسعودية

المجلس في السعودية عبارة عن مكان واسع المساحة، يأخذ عادةً شكل المستطيل، وتفرش أرضيته بالسجاد الفاخر، ومواقع الجلوس تستند دائماً إلى الجدران من الجهات المختلفة، ويكون صدر المجلس غالباً في مواجهة مدخل المنزل، ويتم تزويد مواقع الجلوس بالوسائد والمتكآت، ويخصص في داخله أو خارجه مكان لإشعال النار وإعداد القهوة، ويهتم كبار السن على وجه الخصوص بالمحافظة على هذا التراث.
غالباً ما يكون تنسيق المجالس في المنازل السعودية من مسؤولية سيدات المنزل، اللاتي يقمن إما بتزيين المنطقة بأنفسهن أو التنسيق مع نساء أخريات للقيام بذلك من أجلهن. مثلاً في منطقة عسير، تستخدم التصاميم الهندسية والألوان الزاهية في «زخرفة المجلس» أو رسم القط العسيري. نظرًا لأن الضيافة تؤخذ على محمل الجد، إذ تفخر العديد من العائلات باهتمامها براحة ضيوفها عند الزيارة.
لا تقتصر المجالس على الرجال، فالنساء لهن أيضاً مجالسهن الخاصة، وقد تحضر النسوة البارزات مجالس أدبية أو علمية مختلطة، ويسهم المجلس بشكل كبير في إحياء وتناقل التراث الشفهي، مثل القصص الشعبية والحكايات التراثية والغناء الشعبي والشعر النبطي، إضافة إلى تداول المعارف الحديثة، وإبراز القيم العربية الأصيلة لتصبح المجالس أيضاً أماكن لتعليم الفئات العمرية المختلفة بأسلوب غير مباشر، حيث يكتسب الأطفال والصبيان والشباب جزءاً مهما من معارفهم من خلال ما يتم تداوله في المجلس بين الكبار، ومن خلاله يتعلمون سلوكيات وأخلاقيات المجتمع، ومهارات الحوار والإصغاء، واحترام آراء الآخرين، وتوقير الكبار، وغير ذلك من القيم المجتمعية الأصيلة.
في منطقة نجد بالمملكة العربية السعودية، تشتمل أغطية الجدران على أشكال نجوم وتصميمات هندسية أخرى منحوتة في الجدار. تعد الساحات والأروقة هي السمات الرئيسية للتصميمات المعماري النجدي، بالإضافة إلى الخشب والجص المقطوعين بحرفية لزخرفة النوافذ التي تعمل على تهوية المكان، ويمكن رؤية أمثلة جيدة لأعمال الجبس في أنقاض المباني المهدمة. وعادة ما تزخرف جدران المجلس والسقف، أو حول موقد القهوة، أو على السجاد، أو على الوسائد، وتظهر زخرفة نجد مختلفة تمامًا عن بقية مناطق السعودية، حيث تعد الوردة والنجمة والمثلث والأنماط المتدرجة من الأشكال المستخدمة لزخرفة المجالس، وتعد القصيم هي موطن هذا الفن، وهناك عادة ما يتم عمله بالجص الأبيض الصلب -على الرغم من أنها تتأثر بدخان موقد القهوة-. وفي الرياض، يمكن رؤية الأمثلة بالطين غير المزخرف.
في مقدمة المجلس يبنى الوجار والكمار. أما الوجار، فهو بناء مستطيل الشكل مبني في أرض المجلس يستخدم لإشعال نار إعداد القهوة. وللوجار جدران قصيرة ملساء يجتمع حولها الضيوف ويضعون فناجينهم فوقها إذا كان عددهم قليلاً. أما الكمار فهو بناء مستطيل الشكل ملتصق بالجدار الملاصق للوجار، له رفوف توضع عليها أواني القهوة والشاي من الأباريق والدلال (جمع دلة) الكبيرة والصغيرة، ويوجد به مخازن صغيرة لحفظ بعض المواد اللازمة لإعداد القهوة والشاي وخلافهما.

إذا كان عدد الضيوف كثيراً بحيث يملؤون المجلس فإن المضيف أو أبنائه سيقومون بخدمتهم وتقديم القهوة والشاي لهم بانتظام بادئين بالأكبر سناً.

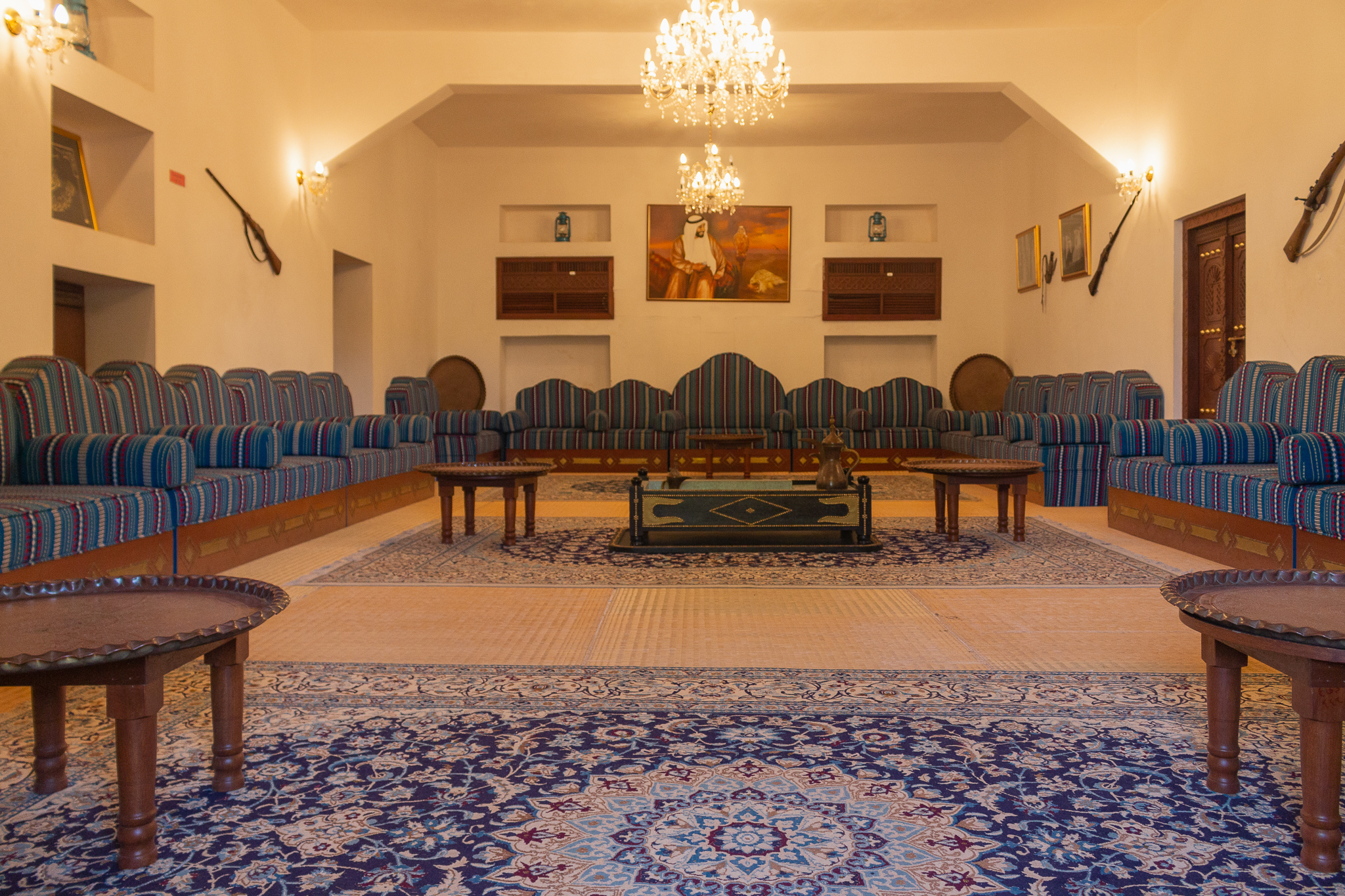
المجلس الكبير لمتحف قصر الشيخ زايد بدولة الإمارات العربية المتحدة

## تسجيله في اليونسكو
أُدرجت المجالس في 4 ديسمبر 2015 ضمن قائمة التراث الثقافي غير المادي باليونسكو، ، بملف مشترك بين المملكة العربية السعودية والإمارات وسلطنة عمان وقطر، وذلك باعتبار المجالس بوظائفها الثقافية والاجتماعية تقليداً حياً حرص الحكام وأفراد المجتمع على استمراريته والمحافظة على دوره، بوصفه مقر اللقاءات العائلية والاجتماعية والسياسية على مر التاريخ.